# Molnár Zsolt (politikus)
Molnár Zsolt (Budapest, 1974. október 4. –) magyar jogász, politikus; 2006. május 16. óta a Magyar Szocialista Párt országgyűlési képviselője.

## Életrajz

### Tanulmányai
Alapfokú tanulmányait a budapesti Ady Endre utcai Általános Iskolában végezte el. A budapesti Szilágyi Erzsébet Gimnáziumban maturált. 1998-ban az Eötvös Loránd Tudományegyetem Állam- és Jogtudományi Karának jogász szakán diplomázott. 2002-ben jogi szakvizsgát tett.
Orosz és német nyelveken társalgási szinten tud.

### Politikai pályafutása
2006 és 2014 között Budapest II. kerülete helyi önkormányzatának a tagja.
2006. május 16. óta a Magyar Szocialista Párt országgyűlési képviselője. 2008. szeptember 29. és 2008. szeptember 30. között a Magyar Szocialista Párt frakcióvezető-helyettese. 2019 októberében egyhangúlag megválasztották az MSZP pártigazgatójának.

### Személye körüli viták
Molnár Zsolt politikai pályafutását több vita övezi.
A 18 évesen részt vett Göncz Árpád akkori köztársasági elnök kifütyülésében. Saját bevallása szerint valóban ott volt, a róla készült fénykép eredetiségét elismerte, de csak érdeklődőként volt jelen. Állítását azonban az a körülmény árnyalja, hogy Molnár feltűnt a Hankiss Elemér távozását követelők között az MTV székháznál is.
Molnár Zsolt egy szoláriumon keresztül kapcsolatban állt a Rogán Antal vezette V. kerület által eladott önkormányzati lakásokon nagy hasznot húzó ingatlanos céggel, a Banco-val.

Molnár 2014-ben, a választások előtt, az Index információi és Ron Werber sejtetései szerint megakadályozta, hogy a választások előtt, időben kampány indulhasson Rogán Antal vagyonosodás miatt. Molnár a következőket tette hozzá: 
"Nagy munkát végzett, voltak kérdések, amelyekben nem értettünk egyet. A negatív kampányról azt gondolom, hogy akkor hatékony, ha egyértelmű, világos és tényeket mutat be az emberek számára. Ha vádaskodásnak tűnik, akkor ellentétes hatást tud gyakorolni.”
Ennek ellenére, jelentős késéssel, két héttel a választás előtt, március 21-én mégis nyomdába került a kampányanyag.